# Mazda MX-30
Mazda MX-30 - перший електромобіль японської компанії Mazda. 

## Опис

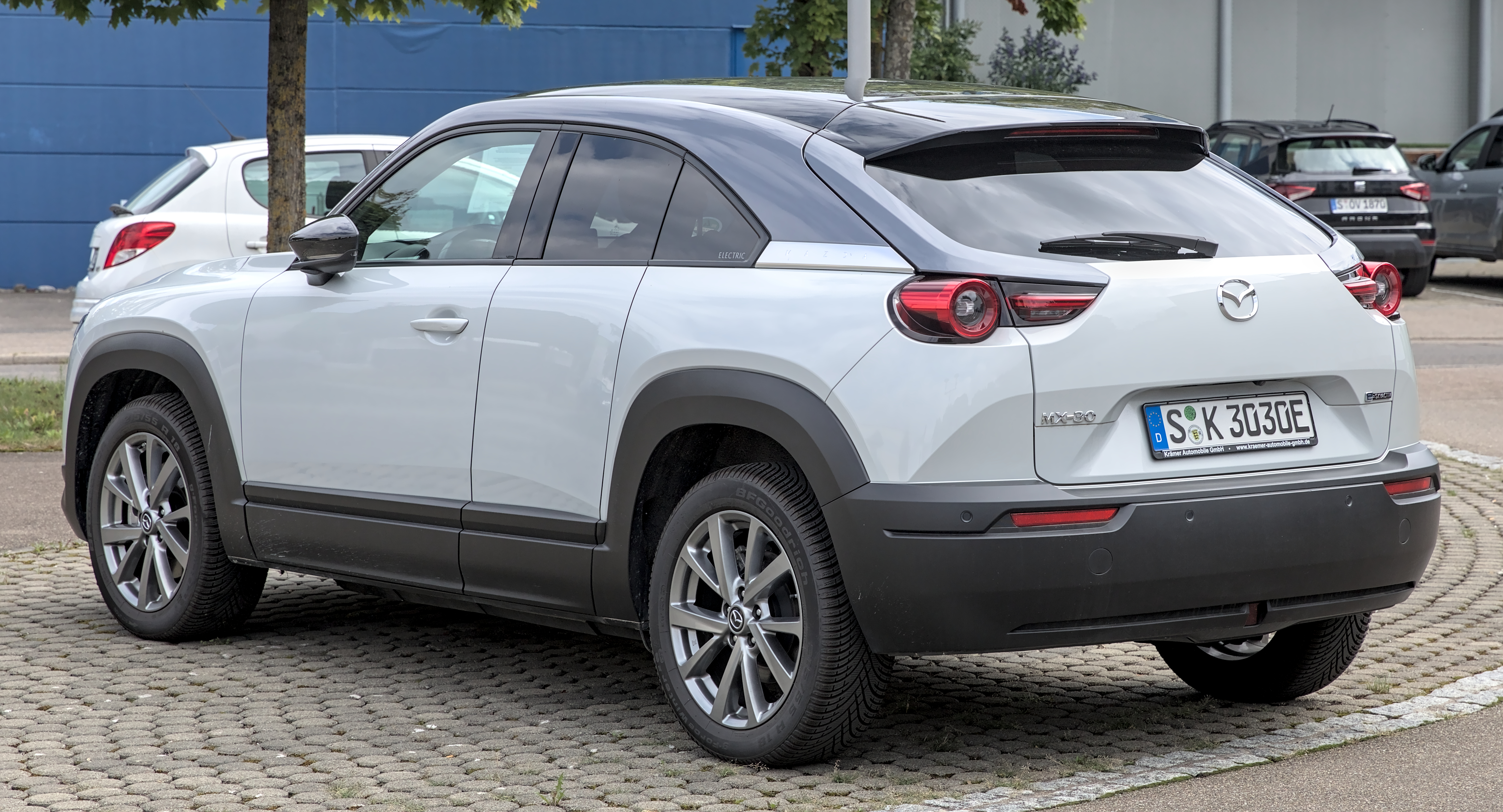
Mazda MX-30 EV

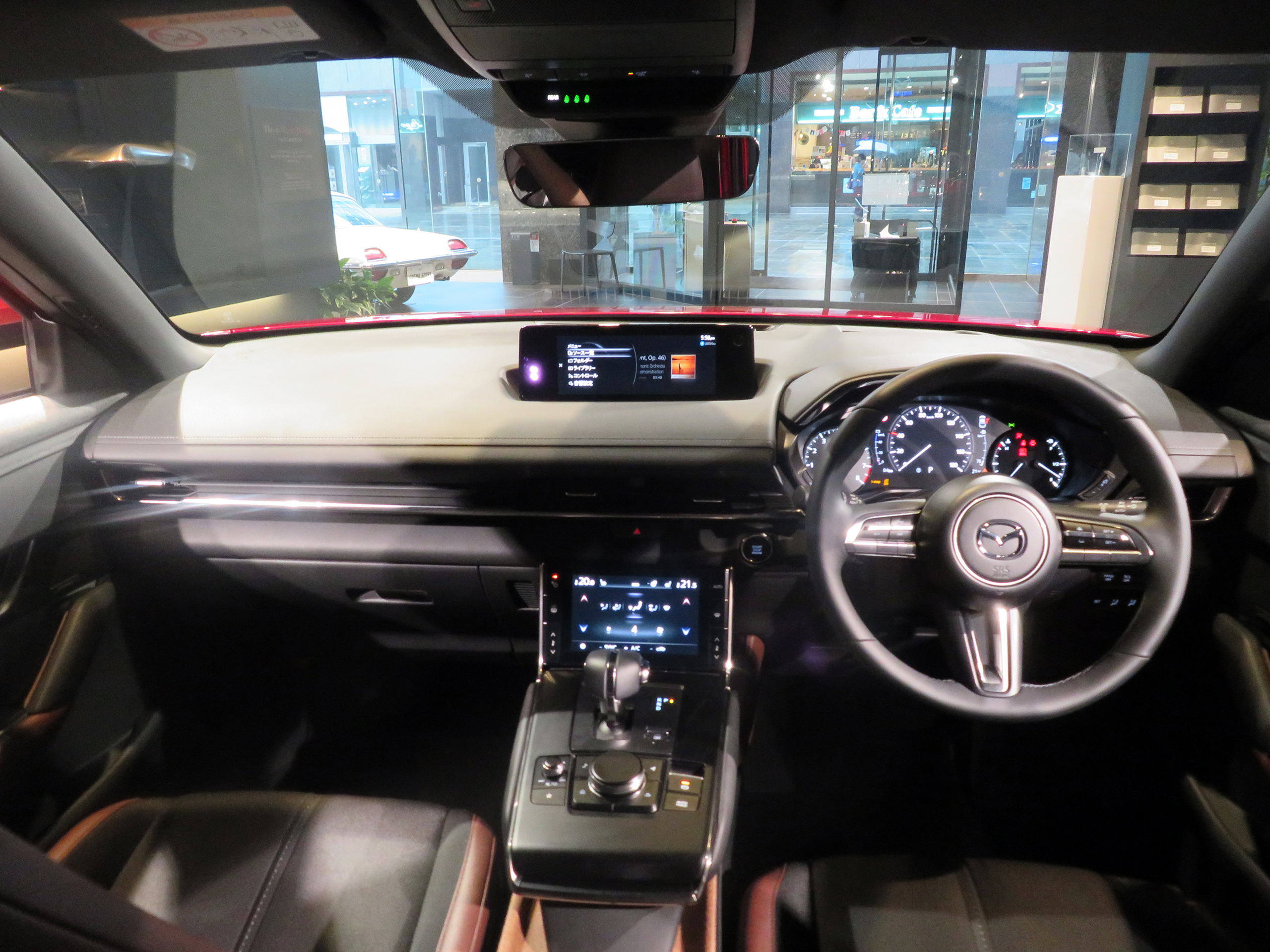

Електромобіль був представлений на автосалоні в Токіо в 2019 році, продажі стартували в другій половині 2020 року. Виробництво автомобіля почалося в травні 2020 року.
Кросовер має електромотор потужністю 143 к.с. 264 Нм з акумулятором ємністю 35 кВт. MX-30 має незвичайні задні напів-двері, як, наприклад, в моделі Mazda RX-8. На одній зарядці кросовер здатний проїхати 200 км по циклу WLTP.
Незважаючи на те, що автомобіль - кросовер, Mazda дала йому назву MX, яку до цього мали тільки спортивні автомобілі і кабріолети марки (наприклад Mazda MX-5).
Існує і гібридна версія з двигуном 2.0 L e-Skyactiv-G MHEV I4 145 к.с.

## Двигуни
- 1.6 L 75 к.с. Wankel rotary (тільки як генератор) сумарно 170 к.с. (PHEV)
- 2.0 L e-Skyactiv-G I4 145 к.с. (MHEV)
- e-Skyactiv Water-cooled synchronous AC motor 143 к.с.